# Gerry McGeer
Pour les articles homonymes, voir McGeer.
Gerald Grattan McGeer (6 janvier 1888-11 août 1947) est un homme politique canadien de la Colombie-Britannique. Il est 22e maire de Vancouver de 1935 à 1936.
Il est député provincial libéral de Richmond de 1917 à 1920 et de Vancouver-Burrard de 1934 à 1935.
Il est aussi député fédéral libéral de Vancouver—Burrard de 1935 à 1945.

## Biographie
Né à Winnipeg au Manitoba, McGeer et sa famille s'établissent ensuite à Vancouver dans le secteur de Mount Pleasant (en). Jeune adulte, il travaille dans une fonderie et s'implique dans l'association syndicale. Après avoir étudié le droit à l'université Dalhousie à Halifax en Nouvelle-Écosse, il revient par la suite à Vancouver.

### Lutte contre les frais de fret
McGeer acquiert une notoriété lors de son combat, alors qu'il travaille comme avocat pour le gouvernement britanno-colombien, afin de réduire les taux de taxation des marchandises transitant par chemin de fer à travers les Rocheuses. Remportant un certain succès, la réduction des tarifs s'avère une aubaine pour la Colombie-Britannique qui permettait le transit des céréales vers le port de Vancouver plutôt que vers les ports de l'est du Canada et des États-Unis.

### Député provincial
Présent à l'Assemblée législative de la Colombie-Britannique en tant que député libéral de Richmond de 1917 à 1920, il revient pour un second terme, cette fois dans Vancouver-Burrard, de 1934 à 1935. Durant ce second terme, les Libéraux formant le gouvernement sous la direction de Duff Pattullo, McGeer est considéré comme un député dissident et critique de son parti en raison de son exclusion du cabinet (en). De l'aveu de McGeer, Pattullo lui aurait laisser croire qu'il obtiendrait le poste de procureur-général.

### Maire de Vancouver
Élu maire de Vancouver sous la base d'un programme réformiste populiste visant à combattre la corruption et réformer la police et la politique monétaire, il remporte contre le maire sortant L. D. Taylor (en) avec la plus grande majorité obtenue à ce moment à Vancouver. Faisant face à la Grande dépression et malgré sa campagne visant à réformer la politique monétaire sur laquelle il n'a aucun pouvoir, il réforme néanmoins la police et l'administration municipale. Cependant, c'est surtout sa lutte contre les agitateurs communistes de la Ligue d'unité ouvrière qui marque ses premières années de mandat. Les militants communistes œuvrent dans un syndicat créé dans les camps de secours pour les chômeurs mis en place par le gouvernement fédéral et organisent, dès avril 1935, des marches quotidiennes à Vancouver pour protester contre les conditions de travail dans les camps.
Après un affrontement entre grévistes et policiers dans un magasin de la Compagnie de la Baie d'Hudson, McGeer fait la lecture du Riot Act au Victory Square (en). Les manifestants se dispersèrent est entamèrent la marche sur Ottawa pour exprimer leurs revendications directement au premier ministre R. B. Bennett.
Le mandat de McGeer inclut aussi la célébration controversée du jubilé de 1936 duquel est conservé la fontaine du Lost Lagoon (en) du parc Stanley. Il contribue aussi à la construction de l'Hôtel de ville de Vancouver (en) de style Art déco.

### Député et sénateur fédéral
Après plusieurs tentatives infructueuses, il parvient à se faire élire sur la scène fédérale alors qu'il est encore maire de Vancouver. Malgré sa carrière politique, il est relégué au poste de député d'arrière-ban, Malgré une amitié entre Mackenzie King et McGeer, King ne partageait pas les vues économiques de McGeer.
McGeer est nommé au Sénat du Canada en juin 1945.

### À nouveau maire de Vancouver
Revenant en politique municipal par une raz-de-marée électorale en 1946 avec la Non-Partisan Association (en). Malade, sa campagne se révèle moins exubérante, mais toujours basée sur la lutte contre la corruption au sein des forces policière. À la suite de son élection, 26 membres des forces policières sont congédiés et le chef est remplacé par Walter Mulligan, alors le plus jeune chef de police nommé à ce poste. 
McGeer meurt en fonction à Vancouver en août 1947 à l'âge de 59 ans.